# آنا می ونگ
آنا می ونگ (انگلیسی: Anna May Wong؛ زادهٔ ۳ ژانویهٔ ۱۹۰۵ – درگذشته ۳ فوریهٔ ۱۹۶۱) یک هنرپیشه اهل ایالات متحده آمریکا بود.

## گزیده فیلمشناسی
از فیلم‌ها یا برنامه‌های تلویزیونی که وی در آن نقش داشته‌است می‌توان به آثار زیر اشاره کرد.
- دزد بغداد (۱۹۲۴)
- پیتر پن (۱۹۲۴)
- آقای باگز محترم (۱۹۲۷)
- پیکدیلی (۱۹۲۹)
- تماس الزتری (۱۹۳۰)
- قطار سریع‌السیر شانگهای (۱۹۳۲)
- اتود در قرمز لاکی (۱۹۳۳)
- دختر شانگهای (۱۹۳۷)
- جزیره مردان گمشده (۱۹۳۹)